# علوم الشبكة العنكبوتية

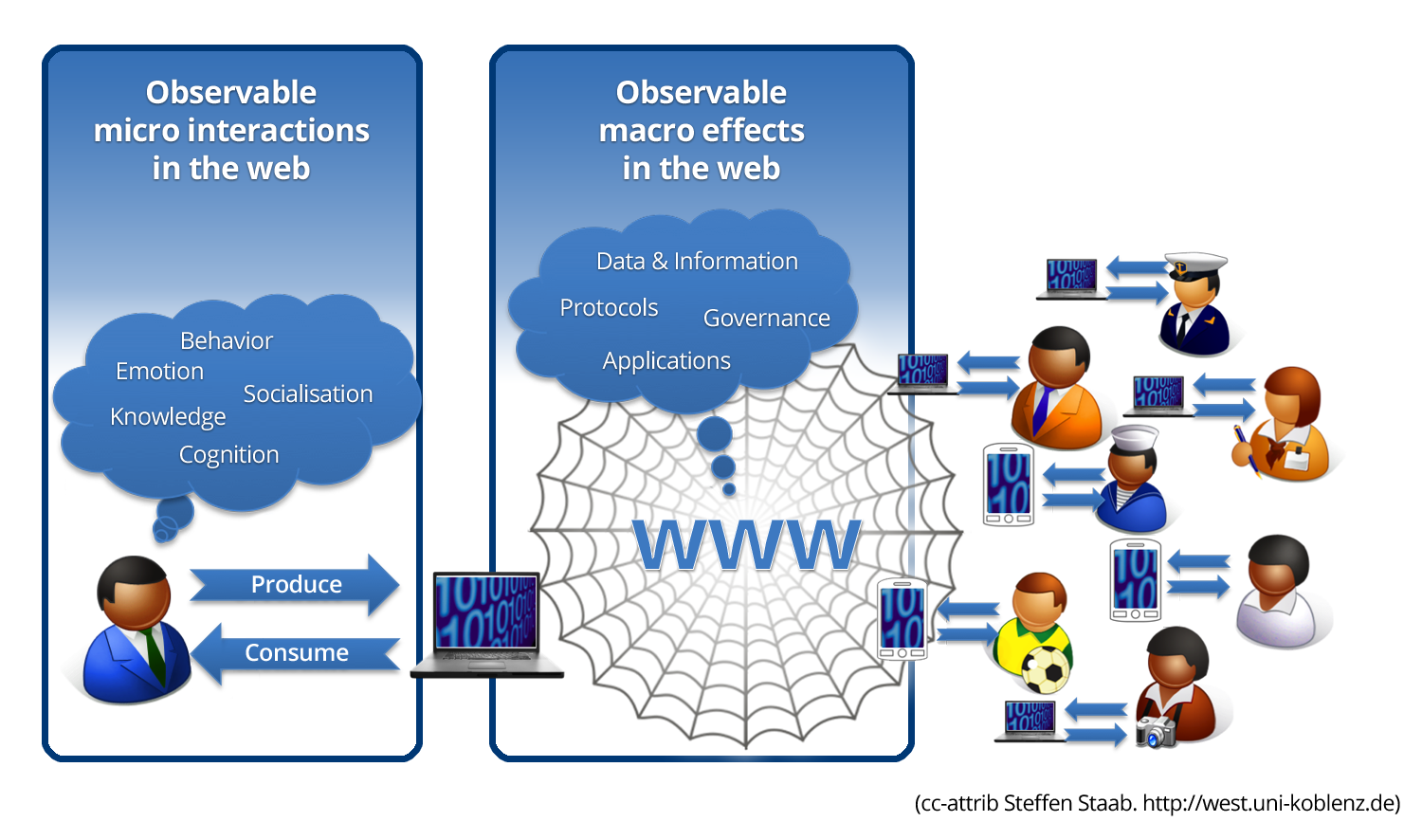

علوم الويب (علوم الشبكة العنكبوتية) هو مجال متعدد التخصصات يهتم بدراسة النظم الاجتماعية والتقنية على نطاق شبكة الويب الواسعة والعالمية. هذا المجال يأخذ في الاعتبار العلاقة بين مستخدمي الويب والتكنولوجيا وطرق تفاعلهما والتأثير على بعضهم البعض.
بناء على وصف «معهد WeST لعلوم الويب والتكنولوجيا», يبحث هذا المجال في كيفية تأثير التكنولوجيا على أنشطة الحياة اليومية عبر الويب- سواء كان ذلك في التسوق أو البيع أو التسلية أو التواصل مع الأصدقاء أو التعليم أو المشاركة السياسية- ,  وفي المقابل كيف تحفز هذه الانشطة على التقدم التقني للويب.

يتطلب هذا المجال دراسة الشبكة العنكبوتية نشأتها وتطورها والتكنولوجيا المستخدمة فيها. ويعتبر هذا العلم في كثير من الأحيان امتداد لعلوم الحاسب